# Абревиатура
Абревиатурата (италиански: abbreviatura; от латински: brevis, „кратък“) или съкращението е дума, която се образува от началните букви или срички на сложни наименования и представлява по-кратка (съкратена) форма за записване и/или четене на сложно (и/или дълго за изписване) наименование. При абревиатурите краесловията на думите се съкращават и не се поставят точки. Съкращенията помагат за сбиване на текста и информацията на по-малко място.

## Видове
- Абревиатура от букви – абревиатура, образувана от първите букви на думите. Например:

Абревиатурно буквени:
1. СССР (ес ес ес ер) – Съюз на съветските социалистически републики
2. МВР (ме ве ре) – Министерство на вътрешните работи
3. ЦРУ (це ре у) – Централно разузнавателно управление
4. SPQR – Senatus populusque Romanus – Сенатът и Народът на Рим
5. ДСО – Държавно Стопанско Обединение
6. МОН – Министерство на образованието  и науката

Абревиатурно звукови или акроними:
1. ЕСПУ – Единно Средно Политехническо Училище
2. АЕЦ – Атомна Електрическа Централа
3. БЕЛ – Български език и литература
4. БАН – Българска академия на науките

- Абревиатура от срички – абревиатура, образувана от първите срички на думите. Например:

1. комсомол – коммунистический союз молодёжи
2. СЕЛКООП – Селска кооперация
3. ИНТРАНСМАШ – Институт за Транспортни Машини

- Сложни абревиатури – когато от две думи в словосъчетанието първата се съкрати до първата сричка, а втората дума, която бива пояснена от първата, остане цяла. Например:

1. Спецкурс – специализиран курс
2. Домсъвет – Домови съвет

- Бекроними – акроним, използващ съществуваща дума. Например:

1. ГЕРБ – Граждани за европейско развитие на България
2. ГОРД – Гражданско обединение за реална демокрация

- Рекурсивна абревиатура (рекурсивен акроним) – акроним, отнасящ се до самия себе си, или думи, използващи себе си в съкращението. Например:

1. GNU – Gnu's Not Unix
2. PHP – PHP Hypertext Preprocessor
3. Wine – Wine Is Not an Emulator

- Графично оформяне на съкращения

1. заб. – забележка
2. стр. – страница
3. ул. – улица
4. бул. – булевард
5. пл. – площад
6. вм. – вместо
7. вж. – виж, вижте
8. т.е. – тоест
9. и т.н. – и така нататък
10. д-р – доктор
11. проф. – професор
12. доц. – доцент
13. о-в – остров
14. г-н – господин
15. г-жа – госпожа
16. г-ца – госпожица
17. м/у – между
18. в/у – върху
19. с/у или с-у – срещу

Абревиатурите се изговарят чрез изговаряне на латинските, българските или руските наименования на буквите (например КПСС – „ка пе ес ес“) или по друг начин озвучаване на съгласните (например НСРТ – „не се ре те“).